# Phaonia pardiungula
Phaonia pardiungula är en tvåvingeart som beskrevs av Xue och Li 2001. Phaonia pardiungula ingår i släktet Phaonia och familjen husflugor. Inga underarter finns listade i Catalogue of Life.